# アンジュルム
アンジュルム（ANGERME）は、ハロー!プロジェクトに所属する日本の女性アイドルグループ。所属事務所はアップフロントプロモーション。第52回日本レコード大賞最優秀新人賞受賞。旧グループ名はスマイレージ（S/mileage）。2014年12月17日にアンジュルムへ改名した。スマイレージ名義時代のキャッチフレーズは「日本一スカートの短いアイドルグループ」。スマイレージ名義時代は一貫してつんく♂がプロデュースを担当していた。
アンジュルムの「作品・出演」「メンバーオーディション」については、各リンクを参照。

## メンバー

### 現在のメンバー
| 名前                             | 生年月日 （年齢）     | 血液型 | 出身地   | ニックネーム （）内は非公式      | メンバーカラー | 加入年月日 （加入期）  | 研修生出身 | 備考         |
| -------------------------------- | --------------------- | ------ | -------- | -------------------------------- | -------------- | ---------------------- | ---------- | ------------ |
| 伊勢鈴蘭 （いせ れいら）         | 2004年1月19日（21歳） | A型    | 北海道   | れら れらたん （れらぴ）         | オレンジ       | 2018年11月23日（7期）  |            | リーダー     |
| 為永幸音 （ためなが しおん）     | 2004年2月9日（21歳）  | O型    | 長野県   | しおんぬ （ためちゃん） （ため） | ピンク         | 2020年11月2日（9期）   | 研修生     | サブリーダー |
| 橋迫鈴 （はしさこ りん）         | 2005年10月6日（19歳） | O型    | 愛知県   | りんちゃん                       | ピュアレッド   | 2019年7月3日（8期）    | 研修生     |              |
| 川名凜 （かわな りん）           | 2003年12月6日（21歳） | B型    | 千葉県   | ケロ ケロンヌ （なりんちゃん）   | グリーン       | 2020年11月2日（9期）   |            |              |
| 松本わかな （まつもと わかな）   | 2007年9月1日（17歳）  | AB型   | 神奈川県 | わかにゃ （わーちゃん）          | ホワイト       | 2020年11月2日（9期）   |            |              |
| 平山遊季 （ひらやま ゆき）       | 2006年7月25日（19歳） | A型    | 神奈川県 | ぺいぺい （ゆったん）            | ライトグリーン | 2021年12月30日（10期） | 研修生     |              |
| 下井谷幸穂 （しもいたに ゆきほ） | 2006年8月4日（19歳）  | O型    | 岡山県   | ゆっぴょん                       | ホットピンク   | 2023年5月23日（11期）  | 研修生     |              |
| 後藤花 （ごとう はな）           | 2008年6月5日（17歳）  | O型    | 埼玉県   | はなな                           | シーブルー     | 2023年5月23日（11期）  | 研修生     |              |
| 長野桃羽 （ながの ももは）       | 2010年5月13日（15歳） | A型    | 福岡県   |                                  | イエロー       | 2025年8月16日（12期）  | 研修生     |              |

### 元メンバー
| 名前                               | 生年月日 （年齢）      | 血液型 | 出身地   | ニックネーム （）内は非公式      | メンバーカラー （旧） | メンバーカラー （新） | 加入年月日 （加入期） | 卒業・脱退日 卒業公演の開催地   | 在籍時年齢 加入-卒業 | 在籍日数                   | エッグ／ 研修生出身 | ハロプロへの在籍状況／備考                                                           |
| ---------------------------------- | ---------------------- | ------ | -------- | -------------------------------- | --------------------- | --------------------- | --------------------- | ------------------------------- | -------------------- | -------------------------- | ------------------- | ------------------------------------------------------------------------------------ |
| 小川紗季 （おがわ さき）           | 1996年11月18日（28歳） | A型    | 埼玉県   | サキチィー                       | ライトグリーン        |                       | 2009年4月4日（1期）   | 2011年8月27日 東別院ホール      | 12歳-14歳            | 875日 （2年4か月と23日）   | エッグ              | 同時にハロプロも卒業 芸能界も引退                                                    |
| 小数賀芙由香 （こすが ふゆか）     | 1997年11月19日（27歳） | O型    | 神奈川県 | ふ〜ちゃん                       | オレンジ              |                       | 2011年8月14日（サブ） | 2011年9月9日 卒業公演なし       | 13歳-13歳            | 26日 （26日）              |                     | 2012年2月以降ハロプロ研修生として活動 2014年5月4日、ハロプロ研修生での活動終了を発表 |
| 前田憂佳 （まえだ ゆうか）         | 1994年12月28日（30歳） | B型    | 千葉県   | ゆうかりん                       | ピンク                |                       | 2009年4月4日（1期）   | 2011年12月31日 メルパルクホール | 14歳-17歳            | 1001日 （2年8か月と27日）  | エッグ              | 同時にハロプロも卒業 芸能界も引退                                                    |
| 福田花音 （ふくだ かのん）         | 1995年3月12日（30歳）  | A型    | 埼玉県   | かにょん （まろ）                | パープル              | ホットピンク          | 2009年4月4日（1期）   | 2015年11月29日 日本武道館       | 14歳-20歳            | 2430日 （6年7か月と25日）  | エッグ              | 同時にハロプロも卒業                                                                 |
| 田村芽実 （たむら めいみ）         | 1998年10月30日（26歳） | O型    | 群馬県   | めいめい                         | グリーン              | パープル              | 2011年8月14日（2期）  | 2016年5月30日 日本武道館        | 12歳-17歳            | 1751日 （4年9か月と16日）  |                     | 同時にハロプロも卒業                                                                 |
| 相川茉穂 （あいかわ まほ）         | 1999年3月26日（26歳）  | A型    | 神奈川県 | あいあい （まほちゃん）          |                       | グリーン              | 2014年10月4日（3期）  | 2017年12月31日 卒業公演なし     | 15歳-18歳            | 1184日 （3年2か月と27日）  | 研修生              | 同時にハロプロも卒業 芸能界も引退（2020年10月4日芸能活動を再開）                     |
| 和田彩花 （わだ あやか）           | 1994年8月1日（31歳）   | A型    | 群馬県   | DAWA あやちょ （わだちょ）       | ブルー                | レッド                | 2009年4月4日（1期）   | 2019年6月18日 日本武道館        | 14歳-24歳            | 3727日 （10年2か月と14日） | エッグ              | 同時にハロプロも卒業                                                                 |
| 勝田里奈 （かつた りな）           | 1998年4月6日（27歳）   | A型    | 東京都   | りなぷ〜                         | イエロー              | オレンジ              | 2011年8月14日（2期）  | 2019年9月25日 パシフィコ横浜    | 13歳-21歳            | 2964日 （8年1か月と12日）  | エッグ              | 同時にハロプロも卒業                                                                 |
| 中西香菜 （なかにし かな）         | 1997年6月4日（28歳）   | A型    | 大阪府   | かななん                         | ライトブルー          | ライトピンク          | 2011年8月14日（2期）  | 2019年12月10日 豊洲PIT          | 14歳-22歳            | 3040日 （8年3か月と26日）  |                     | 同時にハロプロも卒業 芸能界も引退、後に活動再開                                      |
| 室田瑞希 （むろた みずき）         | 1998年6月12日（27歳）  | AB型   | 千葉県   | むろたん                         |                       | ライトブルー          | 2014年10月4日（3期）  | 2020年3月22日 （無観客公演）    | 16歳-21歳            | 1996日 （5年5か月と18日）  | 研修生              | 同時にハロプロも卒業                                                                 |
| 太田遥香 （おおた はるか）         | 2003年10月21日（21歳） | B型    | 北海道   | （はーちゃん） （はち）          |                       | ブライトグリーン      | 2018年11月23日（7期） | 2020年10月13日 卒業公演なし     | 15歳-17歳            | 690日 （1年10か月と20日）  | 研修生 北海道       | ハロプロには残留 （2022年3月末日にハロプロも卒業）                                   |
| 船木結 （ふなき むすぶ）           | 2002年5月10日（23歳）  | O型    | 大阪府   | ふなっき ふなきち （ふなちゃん） |                       | ライトグリーン        | 2017年6月26日（6期）  | 2020年12月9日 日本武道館        | 15歳-18歳            | 1262日 （3年5か月と13日）  | 研修生              | 元・カントリー・ガールズ（2019年12月まで兼任） 同時にハロプロも卒業 芸能界も引退     |
| 笠原桃奈 （かさはら ももな）       | 2003年10月22日（21歳） | A型    | 神奈川県 | かっさー                         |                       | ホットピンク          | 2016年7月16日（5期）  | 2021年11月15日 日本武道館       | 12歳-18歳            | 1948日 （5年3か月と30日）  | 研修生              | 同時にハロプロも卒業                                                                 |
| 竹内朱莉 （たけうち あかり）       | 1997年11月23日（27歳） | O型    | 埼玉県   | タケちゃん （おでん）            | レッド                | ブルー                | 2011年8月14日（2期）  | 2023年6月21日 横浜アリーナ      | 13歳-25歳            | 4329日 （11年10か月と7日） | エッグ              | 同時にハロプロも卒業                                                                 |
| 佐々木莉佳子 （ささき りかこ）     | 2001年5月28日（24歳）  | A型    | 宮城県   | りかこ                           |                       | イエロー              | 2014年10月4日（3期）  | 2024年6月19日 横浜アリーナ      | 13歳-23歳            | 3546日 （9年6か月と19日）  | 研修生              | 同時にハロプロも卒業                                                                 |
| 川村文乃 （かわむら あやの）       | 1999年7月7日（26歳）   | A型    | 高知県   | かわむー                         |                       | ライトパープル        | 2017年6月26日（6期）  | 2024年11月28日 日本武道館       | 17歳-25歳            | 2712日 （7年5か月と2日）   | 研修生              | 同時にハロプロも卒業 芸能界も引退                                                    |
| 上國料萌衣 （かみこくりょう もえ） | 1999年10月24日（25歳） | O型    | 熊本県   | かみこ                           |                       | アクアブルー          | 2015年11月11日（4期） | 2025年6月18日 横浜アリーナ      | 16歳-25歳            | 3507日 （9年7か月と7日）   |                     | 同時にハロプロも卒業                                                                 |

### 元メンバー詳細

#### 小数賀芙由香
- サブメンバーとして活動していたが、2011年9月9日、極度の体調不良のため離脱した[40][41]。

### 各期メンバーの在籍状況
2025年8月16日現在
- 全員在籍：8期 - 12期
- 卒業または離脱・引退したメンバーがいる：7期
- 全員卒業または離脱：1期 - 6期
- 全員引退：6期

### リーダー
| 代 | リーダー   | 期間                          | 日数                       | 年齢        |
| -- | ---------- | ----------------------------- | -------------------------- | ----------- |
| 1  | 和田彩花   | 2009年4月4日 - 2019年6月18日  | 3727日 （10年2か月と14日） | 14歳 - 24歳 |
| 2  | 竹内朱莉   | 2019年6月19日 - 2023年6月21日 | 1463日 （4年と2日）        | 21歳 - 25歳 |
| 3  | 上國料萌衣 | 2023年6月22日 - 2025年6月18日 | 727日 （1年11か月と27日）  | 23歳 - 25歳 |
| 4  | 伊勢鈴蘭   | 2025年6月19日 -               | 継続中                     | 21歳 -      |

### サブリーダー
| 代 | サブリーダー | 期間                            | 日数                      | 年齢        |
| -- | ------------ | ------------------------------- | ------------------------- | ----------- |
| 1  | 竹内朱莉     | 2015年11月30日 - 2019年6月18日  | 1296日 （3年6か月と18日） | 18歳 - 21歳 |
| 1  | 中西香菜     | 2015年11月30日 - 2019年12月10日 | 1471日 （4年と10日）      | 18歳 - 22歳 |
| 2  | 川村文乃     | 2019年6月19日 - 2024年11月28日  | 1989日 （5年5か月と9日）  | 19歳 - 25歳 |
| 3  | 為永幸音     | 2025年6月19日 -                 | 継続中                    | 21歳 -      |

## 略歴

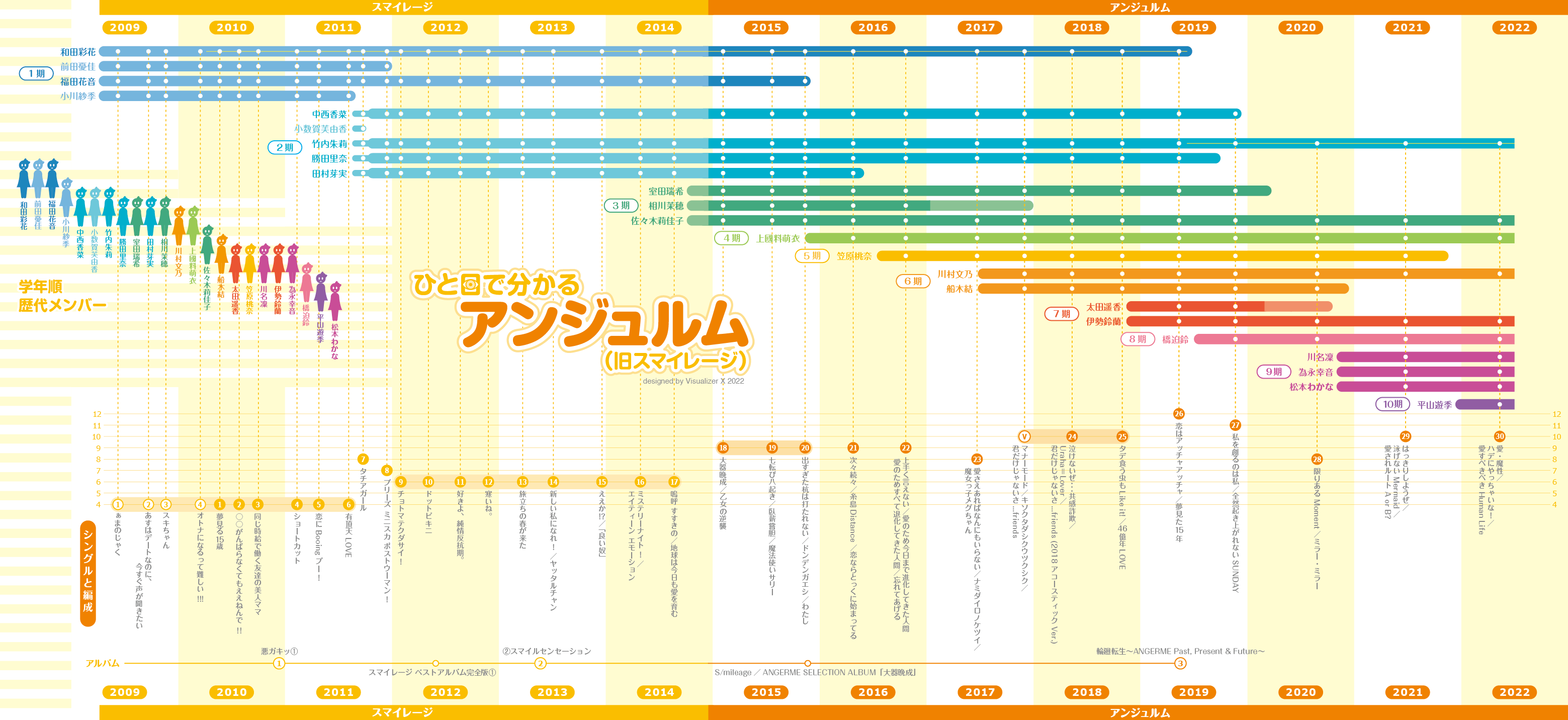
一目で分かるアンジュルム

### 結成
2009年4月4日、ハロー!プロジェクトの研修生ハロプロエッグのメンバーが出演するライブイベント『2009 ハロー!プロジェクト新人公演 4月 〜横浜HOP!〜』において、2009年度秋以降のメジャーデビューを目指す新ユニットの結成と、そのメンバー（和田彩花・前田憂佳・福田花音・小川紗季）が発表される。プロデューサーのつんく♂はハロプロエッグメンバーの中から「パフォーマンス力」「レコーディングテストの結果」「エッグ活動におけるトータル実績」を踏まえて選抜したと述べ、メンバーの増減・入れ替えの可能性を示唆していた。
5月8日、つんく♂が自身の命名したグループ名「S/mileage」を発表。「スマイルとマイレージ」「スマイルとエイジ」という2つの部分でかかっており、「スマイルがマイレージのようにどんどん貯まるように」「スマイルの世代」という意味が込められている。
6月7日に行われた『2009 ハロー!プロジェクト新人公演 6月 〜中野STEP!〜』において、インディーズデビューシングル「ぁまのじゃく」を発売し、同曲の初披露も行う。
その後インディーズ2ndシングル「あすはデートなのに、今すぐ声が聞きたい」、インディーズ3rdシングル「スキちゃん」を発売。11月23日に行われた『2009 ハロー!プロジェクト新人公演 11月 〜横浜FIRE!〜』において、つんく♂からのコメント映像により『2010 ハロー!プロジェクト新人公演3月 〜横浜GOLD!〜』をもってハロプロエッグを卒業し、メジャーデビューに向けて活動していくことが発表される。

### メジャーデビュー
2010年2月28日、『2010年ハロプロ エッグ ノリメンLIVE 2月』にて、つんく♂よりメジャーデビューへの条件として「4月3日までに全国から1万人の笑顔の写真を集め、それを用いてモザイクアートを完成させよ」との課題、「目指せデビュー! スマイレージ笑顔キャンペーン」の実施が発表される。同時にスマイレージ公式サイト内およびアップフロントチャンネル(YouTube)でキャンペーンを開始。メンバーは街に出てのべ60時間にわたり企画への協力を呼び掛けた。
インディーズ4thシングル「オトナになるって難しい!!!」を発売後、3月27日の『2010 ハロー!プロジェクト新人公演3月 〜横浜GOLD〜』を最後にハロプロエッグを卒業し、正式にハロー!プロジェクトのメンバーとなる。また、このシングルからグループ名を「スマイレージ」と表記するようになり、従来の「S/mileage」は英語表記として使用されることとなった。
「目指せデビュー!スマイレージ笑顔キャンペーン」の期日として設定された4月3日、『スペシャルジョイント 2010春 〜感謝満開!真野恵里菜2周年突入&スマイレージ メジャーデビューへ桜咲け!ライブ〜』内にてその結果が発表され、合計で約16,000枚の笑顔の写真が集まり、目標を達成したことによってメジャーデビューが決定した。
5月26日、シングル「夢見る 15歳（フィフティーン）」でメジャーデビュー。同曲でオリコン週間シングルランキング5位にランクインし、初のトップ10入りを果たした。
メジャー2ndシングル「○○ がんばらなくてもええねんで!!」（以下本記事においてはメジャーシングルである旨を省略する）、3rdシングル「同じ時給で働く友達の美人ママ」を発売した後、10月9日より初の単独ライブツアー『スマイレージ 1st ライブツアー 2010 秋 〜デビルスマイル エンジェルスマイル〜』を行う。12月8日には初のアルバム『悪ガキッ①』を発売した。

### 日本レコード大賞最優秀新人賞受賞
2010年12月30日、第52回日本レコード大賞最優秀新人賞を受賞。ハロー!プロジェクトからの同賞受賞は2007年の第49回で受賞した℃-ute以来3年ぶり、1998年の第40回で受賞したモーニング娘。と合わせて3度目となった。
翌年2月9日に4thシングル「ショートカット」を発売すると、曲名にちなんで和田が約25センチメートル・前田が約30センチメートル髪を切り、メンバー全員がショートカットに。4月27日には5thシングル「恋にBooing ブー!」を発売。

### 新メンバーオーディション開催
2011年5月29日、ヴィーナスフォートにて行われたメジャーデビュー1周年記念イベントの中で、プロデューサーのつんく♂がVTRで登場。「スマイレージに何かが足りない」「だから、メンバー募集します」とコメントし、オーディションの開催が発表された。
この発表に対して福田は「今の4人のままがいい」と半泣きになり、リーダーの和田は「今以上に小さい子の面倒を見るのはとても無理」と悲鳴を上げるなどメンバーは混乱に陥ったが、最終的には前向きなコメントを残した。また、オーディション終了後つんく♂により、小川の卒業が決定していたこともオーディションを開催した理由の1つであることが公表された。
8月3日には4人体制最後のシングルとなる6thシングル「有頂天LOVE」を発売。
8月14日の『Hello!Project 2011 SUMMER 〜日本の未来はWOW WOWライブ〜』にて、6月から7月にかけて第3次審査まで行われたオーディションの結果が発表され、中西香菜・小数賀芙由香・竹内朱莉・勝田里奈・田村芽実の5人全員が、「正式メンバーになるための第一段階をクリア」し、活動状況によっては正式メンバーになれるとは限らない、「サブメンバー」として合格したことが発表された。発表後、中西・小数賀・田村のスカートをミニスカートにするスカートカットが行われ、同時にスマイレージのロゴマークをあしらったワッペンの貼付もサブメンバー全員に対して行われた。

### メンバーの卒業とサブメンバーの昇格
2011年8月24日、小川のスマイレージおよびハロー!プロジェクトからの卒業（芸能界引退）が発表され、8月27日に名古屋東別院ホールで開催された「有頂天LOVE」ライブイベントをもって卒業した。
9月9日にはサブメンバーの小数賀が「重度の貧血状態」のため数か月間治療に専念することになり、スマイレージを離脱（脱退）した。なお小数賀は2012年2月以降2014年5月までハロプロ研修生として活動していた。
9月28日に7thシングル「タチアガール」を発売。小数賀を含むサブメンバー5人もレコーディングに参加しており、8人体制最初で最後のシングルとなった。
9月18日に行われた『スマイレージコンサートツアー2011秋 〜逆襲の超ミニスカート〜』において、サブメンバーが正規メンバーになるための課題が発表された。「笑顔うpキャンペーン!」と題し、サブメンバー4人が日本全国の街で自身を撮影してもらい、その写真をアップロードしてもらうというキャンペーンを実施し、その結果と「歌、ダンス、学校の成績など」によりサブメンバーから正規メンバーになるメンバーを選出するというもの。サブメンバーはタワーレコード渋谷店などで一般の買い物客にキャンペーンに参加するよう依頼するなどの活動を行った。その結果、10月16日に横浜BLITZにて行われた「タチアガール」リリースイベントにて、サブメンバーであった中西・竹内・勝田・田村の4名が正メンバーに昇格することが発表された。
10月25日、前田が12月31日をもってスマイレージおよびハロー!プロジェクトを卒業（芸能界引退）することが発表された。12月28日に8thシングル「プリーズ ミニスカ ポストウーマン!」を発売。これが7人体制最後のシングルとなった。12月31日、前田が東京メルパルクホールで開催されたファンクラブ限定イベント『S/mileage Mega Bank vol.4』をもって卒業、6人体制となった。

### 6人での新体制
2012年に入り6人体制最初のシングルとなる9thシングル「チョトマテクダサイ!」、10thシングル「ドットビキニ」に続き、5月30日には初のベストアルバム『スマイレージ ベストアルバム完全版①』を発売。
8月11日には初主演となるホラー映画『怪談新耳袋 異形』が順次公開され、8月22日には11thシングル「好きよ、純情反抗期。」が、11月28日には12thシングル「寒いね。」が発売された。

### 2013年
3月20日、13thシングル「旅立ちの春が来た」を発売。オリコンCDシングルデイリーランキングでは、スマイレージにとって初となる1位を獲得した。続いて、5月22日には2枚目のオリジナルアルバム『②スマイルセンセーション』を発売。オリジナルアルバムとしては2年半ぶりとなる同アルバムは、「笑顔のすすめ」をテーマとしており、シングル曲「旅立ちの春が来た」「好きよ、純情反抗期。」「寒いね。」を含む全10曲が収録されている。
7月3日、14thシングル「新しい私になれ!/ヤッタルチャン」をリリース。同シングルの発売に合わせ「ヤッタルチャン大作戦!」と銘打ち、中西・竹内の二人によるプロモーション活動が実施された。11月12日からは、約1年振りに単独ライブツアーが行われた。12月18日には、15thシングル「ええか!?/「良い奴」」をリリース。オリコン週間シングルランキングでは、自己最高位（当時）となる3位にランクインした。

### 2014年
1月23日、単独ライブツアー『スマイレージ ライブツアー2014春 〜スマイルチャージ〜』がスタート。ツアー中の3月29日には、『Hello! Project ひなフェス 2014 〜Full コース〜』に出演し、7月15日に日本武道館でライブを行うことを発表した。
4月30日には、メジャー16thシングル「ミステリーナイト!/エイティーン エモーション」をリリース、オリコン週間シングルランキングでは、自己最高位となる2位にランクインした。

### 3期メンバー加入とグループ名改名
9月24日、和田・福田がこの日配信された『ハロ!ステ』にて、3期メンバーが10月4日に加入する(この時点で在籍しているハロプロ研修生から昇格させる)ことと、グループ名を改名する(名称の公募を行い、その案などから名称の検討を行う)ことを発表した。
10月4日、先述の3期メンバーとして、室田瑞希・相川茉穂・佐々木莉佳子の3名が加入することが発表された。この3期メンバーは、2015年から活動に加わることになる。また同日より10月31日まで、新しいグループ名の公募が行われた。9人体制のお披露目は、2014年11月26日に横浜アリーナにて行われた『モーニング娘。'14コンサートツアー秋 GIVE ME MORE LOVE 〜道重さゆみ卒業記念スペシャル〜』のオープニングアクトでの登場となった（前後して行われたスマイレージのコンサートツアーは、従前の6人体制）。
12月17日、グループ名を『ANGERME』（アンジュルム）に改名した。なお、このグループ名の命名者は同メンバーの中西香菜で、フランス語のange（アンジュ = 「天使」を意味する）とlarme（ラルム = 「涙」を意味する）を合わせた造語で「天使のような優しい心で、いろいろな涙を一緒に流していこう」という意味が込められている。グループ名改名は、同日の公演終了後から実施された。
12月31日、『Hello! Project COUNTDOWN PARTY 2014 〜 GOOD BYE & HELLO! 〜』（大阪・神戸の2会場で実施）にて「アンジュルム」改名後としては初のライブを行った。また、同日より3期メンバーのメンバーカラーが決定し、初期メンバー・2期メンバー全員のメンバーカラーについても変更されることになった（上記メンバー表を参照）。

### 2015年
1月2日、中野サンプラザで開催された『Hello! Project 2015 WINTER 〜DANCE MODE!〜』にて、同年5月26日に日本武道館でライブを行うことを発表した。
2月4日、アンジュルム名義としての最初のシングル「大器晩成/乙女の逆襲」がリリースされ、オリコン週間シングルランキング2位にランクインした。
5月20日に配信された『ハロ!ステ』にて福田花音が同年秋にアンジュルムおよびハロー!プロジェクトを卒業することが発表された。
6月24日に配信された『ハロ!ステ』にて「2015アンジュルム新メンバーオーディション」（4期メンバーオーディション）を開催することが発表された。
11月11日、神奈川・CLUB CITTA'にて行われたシングルの発売記念イベントでサプライズとして4期メンバーオーディション合格者が上國料萌衣であることが発表された。
11月29日、福田が日本武道館で行われた『アンジュルム ファーストツアーコンサート2015秋「百花繚乱」〜福田花音卒業スペシャル〜』をもってアンジュルムおよびハロー!プロジェクトを卒業し、グループは9人体制となった。また中西と竹内がサブリーダーに就任した。
12月20日、東京・ラフォーレミュージアム六本木で行われたファンクラブイベントおよびハロプロの公式サイトにて田村芽実が2016年春にアンジュルムおよびハロー!プロジェクトを卒業することが発表された。

### 2016年
5月30日、田村芽実が日本武道館で行われた『アンジュルム コンサートツアー 2016春 「九位一体」〜田村芽実卒業スペシャル〜』をもってアンジュルムおよびハロー!プロジェクトを卒業した。
7月16日、ハロー!プロジェクトのコンサート『Hello! Project 2016 SUMMER〜Sunshine Parade〜 / 〜Rainbow Carnival〜』の日本特殊陶業市民会館・フォレストホール公演にて、ハロプロ研修生の笠原桃奈が新メンバーとして加入することが発表された。
12月31日、和田彩花がハロー!プロジェクトのリーダーになることが発表された。

### 2017年
1月11日、相川茉穂の活動休止がブログおよび公式HPのニュースにて発表された。
6月26日、カントリー・ガールズの船木結が兼任でハロプロ研修生からは川村文乃6期メンバーとして加入することが発表された。
12月31日、相川茉穂が、症状は快方に向かっている一方でアンジュルムとしての活動をこれまで通り行えるかどうかの判断がつきかねる状態にあり、本人からの申し出もあって卒業（芸能界引退）に至った。

### 2018年
4月5日、2019年春ツアーをもって、和田彩花が卒業することがハロー!プロジェクトの公式サイトで発表された。
11月23日、パシフィコ横浜国立大ホールでのワンマンライブ『アンジュルム 2018秋「電光石火」』公演にて、ハロプロ研修生北海道の太田遥香、ならびに「ハロー!プロジェクト“ONLY YOU”オーディション」参加者である伊勢鈴蘭が新メンバーとして加入することが発表された。

### 2019年
6月18日、和田彩花が日本武道館で行われた『ハロプロ プレミアム アンジュルム コンサートツアー 2019春 ファイナル 和田彩花卒業スペシャル 輪廻転生 〜あるとき生まれた愛の提唱〜』をもってアンジュルムおよびハロー!プロジェクトを卒業した。和田の卒業により、旧スマイレージ結成当時のオリジナルメンバーは名実共に消滅することとなった。
6月19日、竹内朱莉がアンジュルムの2代目リーダーに就任。また、新たなサブリーダーとして川村文乃が就任。また、既存のサブリーダーの中西香菜は継続となる。
6月26日、9月25日のパシフィコ横浜でのコンサートをもって、勝田里奈が卒業することがハロー!プロジェクトの公式サイトで発表された。
7月3日に配信された『ハロ!ステ』にて、ハロプロ研修生の橋迫鈴が新メンバーとして加入することが発表された。
9月25日、勝田里奈がパシフィコ横浜 国立大ホールで行われた『アンジュルム 2019秋「Next Page」〜勝田里奈卒業スペシャル〜』をもってアンジュルムおよびハロー!プロジェクトを卒業した。
9月30日、12月10日の豊洲PITでのコンサートをもって、中西香菜が卒業することがハロー!プロジェクトの公式サイトで発表された。
10月18日、2020年3月をもって、船木結がアンジュルムおよびハロー!プロジェクトを卒業することが発表された。
11月26日、27thシングル『私を創るのは私/全然起き上がれないSUNDAY』がスマイレージ時代を含めて結成以来初となるオリコン週間シングルランキング1位を獲得した。
12月10日、中西香菜が豊洲PITで行われた『アンジュルム ライブツアー 2019 夏秋「Next Page」〜中西香菜卒業スペシャル〜』をもってアンジュルムおよびハロー!プロジェクトを卒業し芸能界から引退した。
12月26日に開催されたカントリー・ガールズのライブをもって船木結がカントリー・ガールズを卒業し、アンジュルム専任となった。

### 2020年
1月2日、中野サンプラザで行われた『Hello! Project 2020 Winter HELLO! PROJECT IS [　　　　　] 〜side A〜』で、「アンジュルムONLY ONEオーディション〜私を創るのは私〜」（9期メンバーオーディション）を開催することが発表された。
1月22日、3月22日に明治神宮会館で開催される『Hello! Project ひなフェス 2020 〜被災地復興支援・東北を元気に!〜 アンジュルムプレミアム公演』をもって、室田瑞希が卒業すること、また、それに合わせて船木結の卒業が「アンジュルムの春ツアー終了まで」に変更したことがハロー!プロジェクトの公式サイトで発表された。
2月28日、太田遥香について「ハロー!プロジェクトのルールに反する事案が発覚、本人も事実を概ね認めた」とし、当分の間活動休止することがハロー!プロジェクトの公式サイトで発表された。
3月22日、CSテレ朝チャンネル1にて生中継された無観客によるステージ『Hello! Project ひなフェス 2020 〜被災地復興支援・東北を元気に!〜 アンジュルムプレミアム公演』をもって室田瑞希がアンジュルムおよびハロー!プロジェクトを卒業した。
4月21日、新型コロナウイルス感染症による被害拡大により、ハロー!プロジェクトの6月いっぱいの公演が中止になったことを受け、6月12日に予定されていた船木結の卒業を再度延期することがハロー!プロジェクトの公式サイトで発表された。
10月13日、活動休止していた太田遥香についてアンジュルムでの活動は終了し、今後、ハロー!プロジェクトで再び活動できるよう、1から目指していくことがハロー!プロジェクトの公式サイトで発表された。
11月2日、自身のYouTubeチャンネルに公開された『アンジュルム 新メンバー発表スペシャル!』にて、「アンジュルムONLY ONEオーディション〜私を創るのは私〜」の合格者である川名凜、松本わかな、およびハロプロ研修生からの昇格組である為永幸音が9期メンバーとしてアンジュルムに加入すると発表された。
12月9日、船木結が日本武道館で行われた『アンジュルム コンサート2020 〜起承転結〜 船木結卒業スペシャル』をもってアンジュルムおよびハロー!プロジェクトを卒業した。

### 2021年
6月21日、年内をもって笠原桃奈が卒業することがハロー!プロジェクトの公式サイトで発表された。
7月20日、新グループ（後のOCHA NORMA）・ハロプロ研修生・ハロプロ研修生北海道と合同での新メンバーオーディション「ハロー!プロジェクト 新メンバーオーディション2021」を開催することが発表された。
11月15日、笠原桃奈が日本武道館で行われた『アンジュルム コンサート2021「桃源郷 〜笠原桃奈 卒業スペシャル〜」』をもってアンジュルムおよびハロー!プロジェクトを卒業した。
12月30日、中野サンプラザでのハロー!プロジェクトのコンサート『Hello! Project Year-End Party 2021 〜 GOOD BYE & HELLO ! 〜 アンジュルム プレミアム』公演にて、ハロプロ研修生からの昇格組である平山遊季が10期メンバーとしてアンジュルムに加入すると発表された。前述のオーディションについては該当者なしとなった。

### 2022年
5月17日、30thシングル『愛・魔性/ハデにやっちゃいな!/愛すべきべき Human Life』が自身2度目となるオリコン週間シングルランキング1位を獲得した。
12月20日、2023年の春ツアーをもって竹内朱莉が卒業することがハロー!プロジェクトの公式サイトで発表された。

### 2023年
5月23日、ハロプロ研修生の後藤花と下井谷幸穂が新メンバーとして加入することが発表された。
6月11日、上國料萌衣が竹内朱莉の後任として3代目リーダーに就任することが発表される。また、既存のサブリーダーの川村文乃は継続となる。
6月21日、竹内朱莉が横浜アリーナで行われた『ANGERME CONCERT 2023 BIG LOVE 竹内朱莉 FINAL LIVE 「アンジュルムより愛をこめて」』をもってアンジュルムおよびハロー!プロジェクトを卒業した。
12月21日、2024年に予定されている春ツアーをもって佐々木莉佳子が卒業することが発表された。

### 2024年
6月19日、佐々木莉佳子が横浜アリーナで行われた『ANGERME CONCERT 2024 SECRET SECRET 佐々木莉佳子 FINAL「愛情の世界へ、君もおいでよ」』をもってアンジュルムおよびハロー!プロジェクトを卒業した。
7月4日、2024年の秋ツアーをもって川村文乃が卒業し、芸能活動を終了することが発表された。
10月25日、平山遊季がベーチェット病であることを公表。今後は経過を見ながら医師と相談の上、無理のない範囲で活動を続けていく模様。
11月28日、川村文乃が日本武道館で行われた『ANGERME 10th ANNIVERSARY TOUR 2024 AUTUMN「ROOTS」川村文乃 FINAL ☆KIRAKIRA☆』をもってアンジュルムおよびハロー!プロジェクトを卒業、芸能活動を終了した。
12月20日、2025年の春ツアーをもって上國料萌衣が卒業することがハロー!プロジェクトの公式サイトで発表された。卒業後は留学をする予定。

### 2025年
5月13日、伊勢鈴蘭が上國料萌衣の後任として4代目リーダーに、為永幸音が3代目サブリーダーに就任することが発表される。
6月18日、上國料萌衣が横浜アリーナで行われた『アンジュルム 10th Anniversary tour 2025春「桜梅桃李」上國料萌衣 FINAL 〜お先はまっキラ!〜』をもってアンジュルムおよびハロー!プロジェクトを卒業した。
8月16日、ハロプロ研修生の長野桃羽が新メンバーとして加入することが発表された。

## タイアップ
| 起用年 | 楽曲                                 | タイアップ |
| ------ | ------------------------------------ | --- |
| 2015年 | 大器晩成                             | フジテレビ系『めちゃ×2イケてるッ!』2015年エンディングテーマ |
| 2015年 | 魔法使いサリー                       | テレビ朝日主催『愛踊祭2015』 課題曲 |
| 2017年 | 魔女っ子メグちゃん                   | テレビ朝日主催『愛踊祭2017』エリア代表決定戦 課題曲 |
| 2018年 | タデ食う虫もLike it!                 | テレビ東京ドラマ『このマンガがすごい!』オープニングテーマ |
| 2020年 | 限りあるMoment                       | TBSテレビ（関東ローカル）『ふるさとの未来』2020年7月度（#9 - #13）エンディングテーマ TVh『スイッチン!』2020年8月度エンディングテーマ 岩手めんこいテレビ『BEATNIKS』2020年8月度オープニングテーマ |
| 2020年 | ミラー・ミラー                       | TBSテレビ（関東ローカル）『ふるさとの未来』2020年8月度・9月度（#14 - #21）エンディングテーマ HBCテレビ『いま なにしてる?』エンディングテーマ |
| 2020年 | SHAKA SHAKA TO LOVE                  | サンスター「Ora2 me」 |
| 2021年 | はっきりしようぜ                     | TBSテレビ（関東ローカル）『ふるさとの未来』2021年6月度（#56 - #60）エンディングテーマ KNB北日本放送「でるラジ 今週のうた」週間パワープレイ BSN新潟放送「ウィークリーチューン」 YBS山梨放送「Oh!My Hits」パワープレイ KRY山口放送「KRY Morning Up」10時台エンディングテーマ NIB長崎国際テレビ「AIR」7月度オープニングテーマ BS日テレ「ボウリング革命 P★League」（第90戦 - 第94戦）エンディングテーマ |
| 2021年 | 泳げないMermaid                      | BSS山陰放送「Mポイント」今週の1曲 栃木放送 パワープレイ |
| 2021年 | SHAKA SHAKA #2 LOVE カラフルライフ編 | サンスター「Ora2 me」 |
| 2022年 | 愛・魔性                             | 岩手めんこいテレビ『BEATNIKS』2022年5月度オープニングテーマ FM大阪E-TRACKS |
| 2022年 | ハデにやっちゃいな!                  | STVラジオ「今月の推薦曲」 |
| 2022年 | 愛すべきべき Human Life              | RADIO BERRY「B-HOT!」5月パワープレイ ラジオ日本5月後半パワーチューン tbc東北放送 5月度「tbcイチオシパワープレイ」 CRT栃木放送5月度マンスリーパワープレイ CRT栃木放送「Deli POPS」5月度マンスリーデリポップ 文化放送プラスチューン ABSラジオ「まちなかSESSIONエキマイク」内「ピックアップミュージック」 YBS山梨放送「909 weekly tune」                                                               |
| 2022年 | 悔しいわ                             | 熊本県民テレビ『サタココ』2022年10月度エンディングテーマ |
| 2023年 | アイノケダモノ                       | CBCラジオ「マンプレ」 6月度tbcイチオシパワープレイ 文化放送「レコメン!」 ABS秋田放送「まちなか SESSION エキマイク」 山口放送「KRY Morning Up」10時台エンディング曲 栃木放送マンスリーパワープレイ ラジオ日本「6月後半パワーチューン」 文化放送「西川あやの おいでよ!クリエイティ部」 山梨放送「909 Weekly Tune」 スペースシャワーTVプラス「ヘビロテ!」                                              |
| 2024年 | 初恋、花冷え                         | テレビ高知「あさコレ!」11月度マンスリーテーマソング RKK熊本放送(ラジオ)11月の「推しSONGS」 山口放送「KRY Morning Up」10時台エンディング曲 |
| 2024年 | 悠々閑々 gonna be alright!!          | 2024年11月「ラジオ日本・今月のパワーチューン」 |
| 2025年 | アンドロイドは夢を見るか?            | RKK熊本放送 5月の「推しSONGS」 BSS山陰放送「Mポイント」今週の1曲 山口放送「KRY Morning Up」10時台エンディング曲 テレビ高知「あすコレ!」6月のマンスリーテーマソング |
| 2025年 | 光のうた                             | 文化放送「レコメン!」今週のエンディングテーマ |

## グループ編成
発売シングルのナンバリングは、メジャーデビュー後の作品について旧スマイレージ時代・アンジュルム改名後を通番で表記する。18枚目以降がアンジュルム名義となる。
| 日時           | メンバー                                                                  | 増減 | 人数 | 発売シングル                      |
| -------------- | ------------------------------------------------------------------------- | ---- | ---- | --------------------------------- |
| 2009年4月4日   | 【1期】和田彩花、前田憂佳、福田花音、小川紗季                             |      | 4人  | I1・I2・I3・I4・1・2・3・4・5・6  |
| 2011年8月14日  | 【サブメンバー】中西香菜、小数賀芙由香、竹内朱莉、勝田里奈、田村芽実 加入 | ＋5  | 9人  |                                   |
| 2011年8月27日  | 小川紗季 卒業                                                             | －1  | 8人  | 7                                 |
| 2011年9月9日   | 小数賀芙由香 離脱                                                         | －1  | 7人  |                                   |
| 2011年10月16日 | 【2期】（サブメンバーから昇格）中西香菜、竹内朱莉、勝田里奈、田村芽実     |      | 7人  | 8                                 |
| 2011年12月31日 | 前田憂佳 卒業                                                             | －1  | 6人  | 9・10・11・12・13・14・15・16・17 |
| 2014年10月14日 | 【3期】室田瑞希、相川茉穂、佐々木莉佳子 加入                              | ＋3  | 9人  | 18・19・20                        |
| 2015年11月11日 | 【4期】上國料萌衣 加入                                                    | ＋1  | 10人 |                                   |
| 2015年11月29日 | 福田花音 卒業                                                             | －1  | 9人  | 21                                |
| 2016年5月30日  | 田村芽実 卒業                                                             | －1  | 8人  |                                   |
| 2016年7月16日  | 【5期】笠原桃奈 加入                                                      | ＋1  | 9人  | 22・23                            |
| 2017年6月26日  | 【6期】船木結、川村文乃 加入                                              | ＋2  | 11人 | V                                 |
| 2017年12月31日 | 相川茉穂 卒業                                                             | －1  | 10人 | 24・D1・25                        |
| 2018年11月23日 | 【7期】太田遥香、伊勢鈴蘭 加入                                            | ＋2  | 12人 | 26                                |
| 2019年6月18日  | 和田彩花 卒業                                                             | －1  | 11人 |                                   |
| 2019年7月3日   | 【8期】橋迫鈴 加入                                                        | ＋1  | 12人 |                                   |
| 2019年9月25日  | 勝田里奈 卒業                                                             | －1  | 11人 | 27                                |
| 2019年12月10日 | 中西香菜 卒業                                                             | －1  | 10人 |                                   |
| 2020年3月22日  | 室田瑞希 卒業                                                             | －1  | 9人  | 28                                |
| 2020年10月13日 | 太田遥香 活動終了                                                         | －1  | 8人  |                                   |
| 2020年11月2日  | 【9期】川名凜、為永幸音、松本わかな 加入                                  | ＋3  | 11人 |                                   |
| 2020年12月9日  | 船木結 卒業                                                               | －1  | 10人 | D2・29・D3                        |
| 2021年11月15日 | 笠原桃奈 卒業                                                             | －1  | 9人  |                                   |
| 2021年12月30日 | 【10期】平山遊季 加入                                                     | ＋1  | 10人 | 30・31                            |
| 2023年5月23日  | 【11期】下井谷幸穂、後藤花 加入                                           | ＋2  | 12人 | 32                                |
| 2023年6月21日  | 竹内朱莉 卒業                                                             | －1  | 11人 | 33・34                            |
| 2024年6月19日  | 佐々木莉佳子 卒業                                                         | －1  | 10人 | 35                                |
| 2024年11月28日 | 川村文乃 卒業                                                             | －1  | 9人  | 36                                |
| 2025年6月18日  | 上國料萌衣 卒業                                                           | －1  | 8人  |                                   |
| 2025年8月16日  | 【12期】長野桃羽 加入                                                     | ＋1  | 9人  |                                   |